# رابرت گرینبلات
رابرت گرینبلات (انگلیسی: Robert Greenblatt؛ زادهٔ ۱۹۶۰) کارآفرین و مدیر اجرایی اهل ایالات متحده آمریکا است، که هم‌اکنون به‌عنوان رئیس هیئت مدیره شرکت اچ‌بی‌او و شرکت رسانه وارنر فعالیت می‌کند.